# Serbischer Fußballpokal 2020/21
Der Serbische Fußballpokal 2020/21 (auch Kup Srbije) war die 15. Austragung des serbischen Pokalwettbewerbs. Er wurde vom Serbischen Fußball-Bund (FSS) ausgetragen. Das Finale fand am 25. Mai 2021 im Stadion Rajko Mitić von Belgrad statt.
Pokalsieger wurde Roter Stern Belgrad. Das Team setzte sich im Finale gegen Partizan Belgrad durch. Da Roter Stern durch die Meisterschaft bereits für die Champions League qualifiziert war, erhielt der Liganächste den Startplatz für die 2. Qualifikationsrunde in der UEFA Europa League 2021/22.

## Modus
Alle Begegnungen wurden in einem Spiel ausgetragen. Endete ein Spiel nach 90 Minuten unentschieden, kam es direkt zum Elfmeterschießen. Bis zum Viertelfinale wurden die Mannschaften in zwei Töpfe platziert, so dass jedes gesetzte Team gegen ein ungesetztes antrat.

## Teilnehmer
| SuperLiga 2019/20 (16) | SuperLiga 2019/20 (16) | Prva Liga (16) | Prva Liga (16) | Regionale Pokalsieger (5)                                                              |
| --- | --- | --- | --- | -------------------------------------------------------------------------------------- |
| - FK Čukarički - FK Inđija - FK Javor Ivanjica - FK Mačva Šabac - FK Mladost Lučani - FK Napredak Kruševac - Partizan Belgrad - FK Proleter Novi Sad | - FK Rad Belgrad - FK Radnik Surdulica - FK Radnički Niš - Roter Stern Belgrad - FK Spartak Subotica - Vojvodina Novi Sad - FK Voždovac - TSC Bačka Topola | - FK Bačka - FK Budućnost Dobanovci - FK Dinamo Vranje - FK Grafičar Belgrad - FK Kabel Novi Sad - FK Kolubara - FK Metalac - FK Novi Pazar | - FK Radnički 1923 Kragujevac - FK Radnički Pirot - FK Sinđelić Belgrad - FK Smederevo - FK Trajal - FK Zemun - FK Zlatibor Čajetina - OFK Žarkovo | - FK IMT Belgrad - FK Jedinstvo Rumenka - FK Mokra Gora - FK Sloga Majdevo - FK Sušica |

## Vorrunde
In dieser Runde traten die fünf Sieger des Regionalpokals und die fünf schlechtplatziertesten Teams der Prva Liga (Serbien) 2019/20 an.
|                      | Ergebnis        |                        |
| -------------------- | --------------- | ---------------------- |
| 9. September 2020    |                 |                        |
| FK Sloga Majdevo     | 00:10           | FK Trajal              |
| FK Sušica            | 2:0             | FK Sinđelić Belgrad    |
| FK Jedinstvo Rumenka | 4:1             | FK Zemun               |
| FK IMT Belgrad       | 2:0             | FK Budućnost Dobanovci |
| FK Mokra Gora        | 1:1 (3:5 i. E.) | FK Smederevo           |

## 1. Runde
Teilnehmer: Die fünf Sieger der Vorrunde, alle Teams der SuperLiga 2019/20 und die Top-Elf der Prva Liga 2019/20.
|                      | Ergebnis        |                             |
| -------------------- | --------------- | --------------------------- |
| 20. Oktober 2020     |                 |                             |
| FK Napredak Kruševac | 2:1             | OFK Žarkovo                 |
| 21. Oktober 2020     |                 |                             |
| FK Voždovac          | 2:2 (4:2 i. E.) | FK Grafičar Belgrad         |
| FK Smederevo         | 1:2             | FK Radnički Niš             |
| FK Jedinstvo Rumenka | 0:2             | Vojvodina Novi Sad          |
| FK Javor Ivanjica    | 2:1             | FK Radnički 1923 Kragujevac |
| FK Sušica            | 0:2             | FK Spartak Subotica         |
| FK Mačva Šabac       | 1:2             | FK Metalac                  |
| FK Novi Pazar        | 1:3             | FK Čukarički                |
| FK Kabel Novi Sad    | 3:4             | FK Radnik Surdulica         |
| FK Rad Belgrad       | 0:0 (5:3 i. E.) | FK Kolubara                 |
| FK Trajal            | 0:2             | TSC Bačka Topola            |
| FK Mladost Lučani    | 3:0             | FK Dinamo Vranje            |
| Partizan Belgrad     | 2:0             | FK Bačka                    |
| FK IMT Belgrad       | 2:1             | FK Inđija                   |
| FK Radnički Pirot    | 0:2             | FK Proleter Novi Sad        |
| 16. November 2020    |                 |                             |
| Roter Stern Belgrad  | 4:2             | FK Zlatibor Čajetina        |

## Achtelfinale
|                      | Ergebnis        |                      |
| -------------------- | --------------- | -------------------- |
| 25. November 2020    |                 |                      |
| FK IMT Belgrad       | 2:1             | FK Radnički Niš      |
| FK Javor Ivanjica    | 1:1 (1:4 i. E.) | FK Voždovac          |
| FK Spartak Subotica  | 1:1 (5:3 i. E.) | FK Mladost Lučani    |
| FK Radnik Surdulica  | 2:2 (4:2 i. E.) | FK Čukarički         |
| TSC Bačka Topola     | 2:0             | FK Napredak Kruševac |
| FK Metalac           | 0:1             | Partizan Belgrad     |
| 26. November 2020    |                 |                      |
| FK Proleter Novi Sad | 0:2             | Vojvodina Novi Sad   |
| 18. Dezember 2020    |                 |                      |
| FK Rad Belgrad       | 1:2             | Roter Stern Belgrad  |

## Viertelfinale
|                     | Ergebnis        |                     |
| ------------------- | --------------- | ------------------- |
| 11. März 2021       |                 |                     |
| TSC Bačka Topola    | 1:1 (3:4 i. E.) | FK Radnik Surdulica |
| FK Spartak Subotica | 1:2             | Vojvodina Novi Sad  |
| Partizan Belgrad    | 4:0             | FK Voždovac         |
| Roter Stern Belgrad | 3:0             | FK IMT Belgrad      |

## Halbfinale
|                     | Ergebnis |                     |
| ------------------- | -------- | ------------------- |
| 21. April 2021      |          |                     |
| Roter Stern Belgrad | 2:1      | FK Radnik Surdulica |
| Vojvodina Novi Sad  | 0:1      | Partizan Belgrad    |

## Finale
| Paarung             | Roter Stern Belgrad – Partizan Belgrad |
| Ergebnis            | 0:0 n. V.; 4:3 i. E. |
| Datum               | 25. Mai 2021 |
| Stadion             | Stadion Rajko Mitić, Belgrad |
| Zuschauer           | 0 |
| Schiedsrichter      | Srđan Jovanović |
| Tore                | Elfmeterschießen: 0:1 Bibras Natcho 1:1 Milan Rodić 1:2 Marko Živković 2:2 Radovan Pankov 2:3 Filip Stevanović 3:3 Nikola Krstović Milan Borjan hält gegen Nemanja Jović 4:3 Veljko Nikolić Milan Borjan hält gegen Nikola Štulić. |
| Roter Stern Belgrad | Milan Borjan – Milan Gajić (83. Marko Gobeljić), Radovan Pankov, Nemanja Milunović, Milan Rodić – Sékou Sanogo, Guélor Kanga (66. Veljko Nikolić) – Ben Nabouhane (101. Nikola Krstović), Mirko Ivanić (91. Miloš Degenek), Aleksandar Katai (72. Slavoljub Srnić) – Diego Falcinelli (91. Aleksa Vukanović). Cheftrainer: Dejan Stanković                           |
| Partizan Belgrad    | Vladimir Stojković – Aleksandar Miljković, Igor Vujačić, Svetozar Marković (46. Bojan Ostojić), Slobodan Urošević (112. Marko Živković) – Aleksandar Šćekić, Saša Zdjelar (106. Filip Stevanović) – Lazar Marković (72. Aleksandar Lutovac), Miloš Jojić, Nemanja Jović (72. Bibras Natcho) – Filip Holender (88. Nikola Štulić). Cheftrainer: Aleksandar Stanojević |
| Gelbe Karten        | Ben Nabouhane, Nikola Krstović – Svetozar Marković, Saša Zdjelar, Aleksandar Miljković, Bojan Ostojić, Vladimir Stojković |
| Platzverweise       | Marko Gobeljić (120.) – Vladimir Stojković (120.) |